# Leoninus
Leoninus (eller Leonin, Leonius eller Leo), fl. 1150-talet, troligen död 1201, var en europeisk tonsättare av förmodat franskt ursprung. Han är den tidigaste kända och betydande kompositören av polyfonisk organum.
Leoninus var förmodligen fransman, troligen levande och verksam i Paris i den kyrka som fanns innan nuvarande katedralen Notre Dame uppfördes.
Han skapade eller ordnade en hela kyrkoåret omfattande cykel av tvåstämmiga sättningar av de solistiska avsnitten i mässans och tidegärdens responsorier, samlad i boken Magnus Liber Organi.

### Webbkällor
Den här artikeln är helt eller delvis baserad på material från engelska Wikipedia.